# V. C. Andrews
Cleo Virginia Andrews (Portsmouth, Virgínia, 6 de juny de 1923 - 19 de desembre de 1986), més coneguda com a V. C. Andrews o Virginia C. Andrews fou una escriptora estatunidenca.
Quan era una adolescent patí una caiguda que li produí lesions que l'obligaren a romandre la resta de la seva vida en una cadira de rodes. Treballà com a artista comercial mentre publicava diverses novel·les curtes i relats en diferents revistes. Morí a l'edat de 63 anys de càncer de pit.

## Obra
Els seus treballs combinen el terror gòtic i la història d'una nissaga familiar, incloent-hi la descripció de terribles secrets o amors prohibits, en els que sovint hi apareix el tema de l'incest consentit entre ambdues parts.
L'èxit de les seves obres, entre elles Flowers in the attic (traduïdes a nombrosos idiomes) ha fet que un altre autor, Andrew Neiderman, hagi estat contractat després de la mort de l'autora per a continuar l'escriptura de novel·les que segueixen essent publicades amb el nom de V. C. Andrews.